# Suprotstavljač malog prsta
Suprotstavljač malog prsta (lat. musculus opponens digiti minimi) mišić je uzvisine malog prsta. Mišić inervira lat. nervus ulnaris.

## Polazište i hvatište
Mišić polazi s kukaste kosti i lat. retinaculum flexorum, a hvata se za proksimalni članak malog prsta.